# Stoke Prior
Stoke Prior är en by i civil parish Stoke, i distriktet Bromsgrove, i grevskapet Worcestershire, i England. Civil parish hade 2 804 invånare år 2001. Byn nämndes i Domedagsboken (Domesday Book) år 1086, och kallades då Stoche.